# كيث كوفنتري
كيث كوفنتري (بالإنجليزية: Keith Coventry)‏ هو رسام بريطاني، ولد في 29 ديسمبر 1958 في بيرنلي في المملكة المتحدة.